# Tideräkningsgatan
Tideräkningsgatan är en två kilometer lång gata i stadsdelen Kortedala, Göteborg. Gatan fick sitt namn 1953 som ett gruppnamn ur almanackan, tillsammans med 53 andra gator i stadsdelen.

## Historik
På 1600-talet kallades vägen Mölnebacken (Mjölnarebacken). Det var då en hålväg för torparna i Kortedala som skulle bege sig till kvarnen i Lärje. I backen fanns skvaltkvarnar och karpdammar och här bodde franciskanermunkar som kom från hospitalet i Nylöse.

## "Burmabacken"
Gatans västra del består av en en kilometer lång backe, som förbinder Kortedala med Alelyckan. Backen kallas i folkmun Burmabacken, Burmavägen eller Lärjebacken. Under andra världskriget byggde de allierade en 1 100 km lång väg i Myanmar (Burma) – Burmavägen – som gick genom svår terräng och höga bergstrakter. En skröna säger att Skanska som byggde denna väg i Kortedala på samma sätt gav den namnet Burmavägen eller Burmabacken. Detta förnekas av både Göteborgs Stad Namnberedningen och av Skanskas Sten Delle, som var asfaltschef i Kortedala på den tiden och den som anlade gatan. Namnet Burmabacken fanns redan då endast en stig gick längs gatans senare sträckning.
Burmabacken är en kilometer lång med ungefär 7 procent lutning. Den brantaste delen lutar cirka 10 procent, enligt mätning i Daftlogic.com.